# Поршна
Поршна (укр. Поршна) — село в Солонковской сельской общине Львовского района Львовской области Украины.
Население по переписи 2001 года составляло 512 человек. Занимает площадь 1,719 км². Почтовый индекс — 81133. Телефонный код — 3230.